# ウォー・マシン
- バイキング
- ヴァイキング

ウォー・レイダーズ（英語: War Raiders）は、アメリカ合衆国のプロレス団体WWEに登場する、エリックとアイバーによるタッグチーム。

## 来歴
2014年1月、ROHが主催するトップ・プロスペクト・トーナメントにレイモンド・ロウとハンソンが出場。トーナメントを勝ち上がり決勝へ進出した二人は25日、Wrestling’s Finestにて対戦し、ハンソンがバックスピン・キックを決めて勝利。この対戦を経てタッグチーム、ウォー・マシン（War Machine）を結成。2月22日にチーム・ベンチマーク（ビリー・デイリー & ウィル・フェラーラ）を相手にタッグデビュー戦を行い快勝を収めた。
4月11日、ロウとハンソンはROHと契約を結び、同団体の所属選手としてタッグ戦線で本格的に活動を開始する。
2015年8月22日、Field Of Honor 2015にてK.E.S.（ランス・アーチャー & デイビーボーイ・スミス・ジュニア）と対戦。この試合に勝利を収め、試合後にK.E.S.が保持するGHCタッグ王座に挑戦することをアピール。9月19日、プロレスリング・ノアが主催するGREAT VOYAGE 2015 in OSAKAにてGHCタッグ王座を保持するK.E.S.と対戦したが、敗北を喫して王座奪取とはならなかった。
12月18日、Final Battleにて、ROH世界タッグ王座を保持するキングダム（マット・ターバン & マイケル・ベネット）と対戦。勝利を収めて同王座初戴冠を果たした。
2016年11月、新日本プロレスが主催するタッグリーグ戦、WORLD TAG LEAGUEに出場。4勝3敗という結果でリーグ戦を終えた。
2017年4月9日、SAKURA GENESIS 2017にて、IWGPタッグ王座を保持するテンコジ（天山広吉 & 小島聡）と対戦。フォールアウトで小島からピンフォール勝ちを収めて同王座を戴冠した。
2018年1月、ロウ・ハンソンともにWWEと契約を交わし入団。
2018年4月、NXTでウォー・レイダーズ（War Raiders）に改名。
2019年1月26日、NXT TakeOver: PhoenixでNXTタッグ王者チームのジ・アンディスピューテッド・エラ（カイル・オライリー & ロデリック・ストロング）に挑戦。終盤にハンソンが孤立して集中攻撃を受けるも危機を脱出。そしてフォールアウトを決めて勝利。王座を戴冠した。
2019年4月15日、WWE・RAWでロウはエリック（Erik）、ハンソンはアイバー（Ivar）へとリングネームを変更。そしてチーム名をバイキング・エクスペリエンス（The Viking Experience）に改めてデビューした。同月22日、チーム名をバイキング・レイダーズ（The Viking Raiders） に改名。
WWEでの改名の経緯を後年アイバー（ハンソン）がインタビューで述べている。当時、同名のMMAファイターが問題を起こしていたこと、ビンス・マクマホンがバイキング好きだったことが原因だと話した。遊園地のアトラクションのような名前のバイキング・エクスペリエンス（バイキング体験）はふたりともどうしても気に入らず、翌日バイキングがつく名前をいくつか考えて代わりの名前の候補として提案すると2日後ウェブサイトのタッグ名が書き換えられた。リングネームは有名なバイキングの名前から選ばれた。ビンスはどちらがどの名前にするかをまったく気にしていなかったという。エリックの名はハンソンの兄弟と同じだったのでレイモンドに頼みこんでアイバーのほうを選ばせてもらった、と話した。
2024年10月14日放送のWWE RAWにてウォー・レイダーズ（The War Raiders）として復帰。アルファ・アカデミーのオーティス&戸澤陽組を破り、世界タッグチーム王座選手権トーナメント1回戦を勝ち進んだ。エリック、アイバーともに負傷休場しており、2023年9月以来のタッグチーム復活となる
。また17日にはチーム名の「ウォー・レイダーズ（The War Raiders）」がWWEによって商標登録された。バイキングのギミックを無くす提案はトリプルHからなされたことをアイバーはインタビューで語った。それはエリックがケガをしてアイバーがひとりで戦っているときで、ストーリーを広げていくために少しずつバイキングの要素をはずしていきたいという提案であった。また、復帰は9月9日のカナダ・カルガリーでの大会が予定されていたが復帰をよりよいクリエイティブにしたいという理由で延期になった。つぎにかかってきた電話でウォー・レイダーズとして復帰させたいがどう思うかと尋ねられ、もちろんいいねと承諾したという。個人のリングネームを戻さなかったことについてはこれでやってきた5年間のすべてを消し去る必要はないとの判断からと述べた。
2025年4月、レッスルマニア41でニュー・デイに敗れ、世界タッグ王座から陥落した。

## 合体技

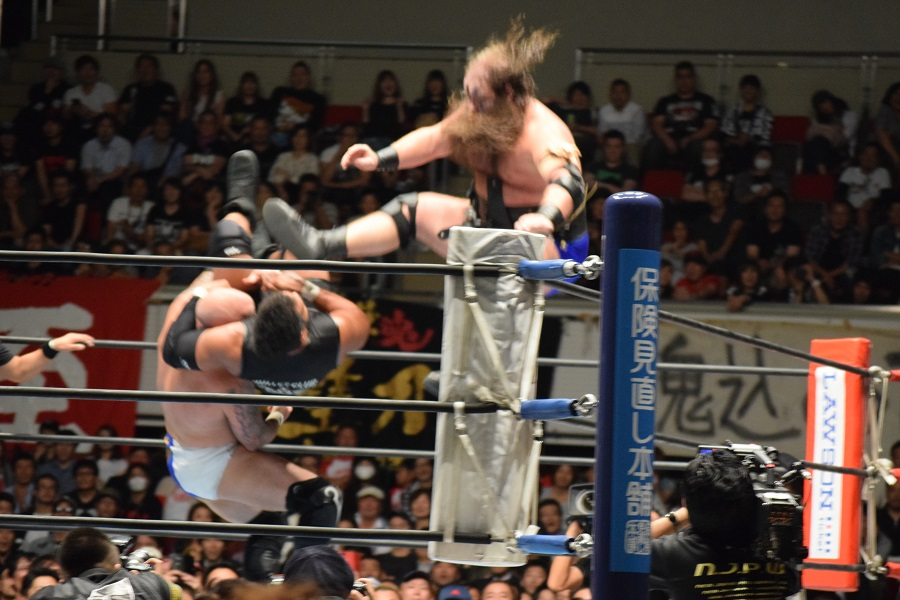
フォールアウト
フィニッシュ・ホールド。相手をロウがバックドロップの要領で抱え上げ、ハンソンがコーナーポスト最上段から抱え上げられた相手の喉元目掛けてギロチン・ドロップを放っていく。
ダブル・チョークスラム
ソーズハンマー
ロウがロープから返ってきた相手の懐に潜り込み、上半身を抱えて上空へと放り投げ、ハンソンが落下してくる相手を肩口で受け止めて前のめりに倒れ込み、相手を背中からマットに叩きつける。WWEでは、バイキング・エクスペリエンスの名称で使用している。

## 獲得タイトル

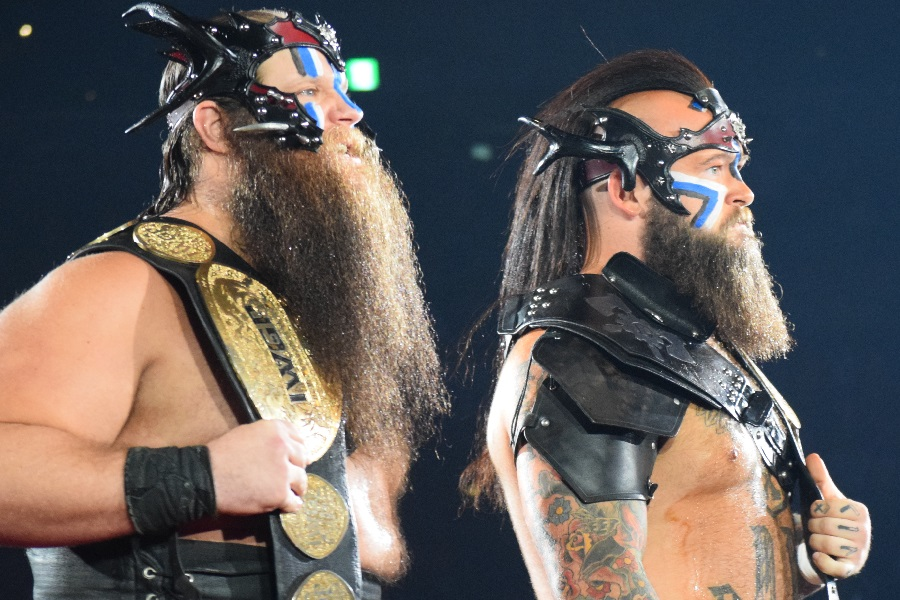
IWGPタッグ王座を手にするウォー・マシン

WWE
- 世界タッグチーム王座 : 2回[16]
- NXTタッグ王座 : 1回

VIPレスリング
- VIPタッグ王座 : 1回

新日本プロレス
- IWGPタッグ王座 : 2回

ブリュー・シティ・レスリング
- BCWタッグ王座 : 1回

リング・オブ・オナー
- ROH世界タッグ王座 : 1回

ホワット・カルチャー・プロレスリング
- WCPWタッグ王座 : 1回

## 入場テーマ曲
- Vicious - 現在使用中
- Raid
- War / CFO$
- Prepare For War / David Grimason
- Blood and Tears / Eric Baumont & Jean-Michel Bacou